# HD 155358 c
 (juin 2025).
HD 155358 c est une exoplanète en orbite autour de l'étoile HD 155358 située à 43 parsecs, soit 142 années-lumière, dans la constellation d'Hercule. Il s'agit d'une géante gazeuse qui orbite à 1,02 ua et met 391,9 jours pour orbiter autour de son étoile. Cette planète orbite sur une orbite excentrique. Elle a environ 80 % de la masse de Jupiter.